# Reliure orientale
Pour un contenu relatif à la reliure occidentale, voir Histoire de la reliure occidentale.
Pour un article plus général, voir Reliure.
 (août 2018).
Si vous disposez d'ouvrages ou d'articles de référence ou si vous connaissez des sites web de qualité traitant du thème abordé ici, merci de compléter l'article en donnant les références utiles à sa vérifiabilité et en les liant à la section « Notes et références ».
Cet article présente les faits saillants de l'histoire des reliures traditionnelles orientales, ainsi que les techniques et l'art de leur fabrication.

## Reliures « à la chinoise »

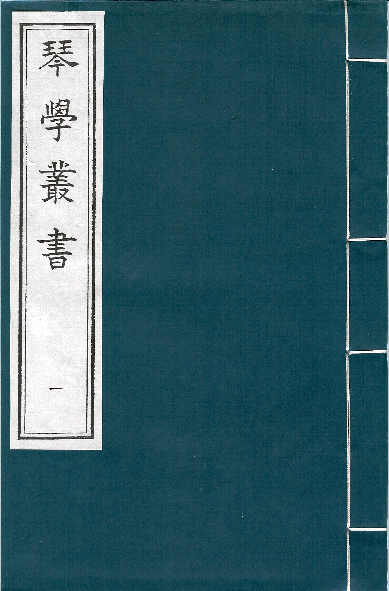
« Qínxué cóngshū » 琴學叢書/琴学从书, (République de Chine), méthode de gǔqín, utilisant la reliure traditionnelle chinoise

La reliure à la chinoise, parfois appelée reliure à la japonaise est une reliure pratiquée en Extrême Orient, sans colle, utilisant deux feuilles plus épaisses autour des feuilles du livre et un fil qui enserre les feuilles au travers de quatre ou six trous.

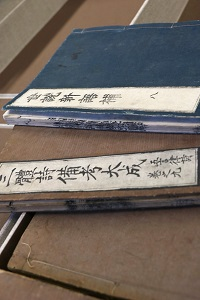
Reliure à la chinoise. Anciens manuels littéraires pour la préparation aux examens
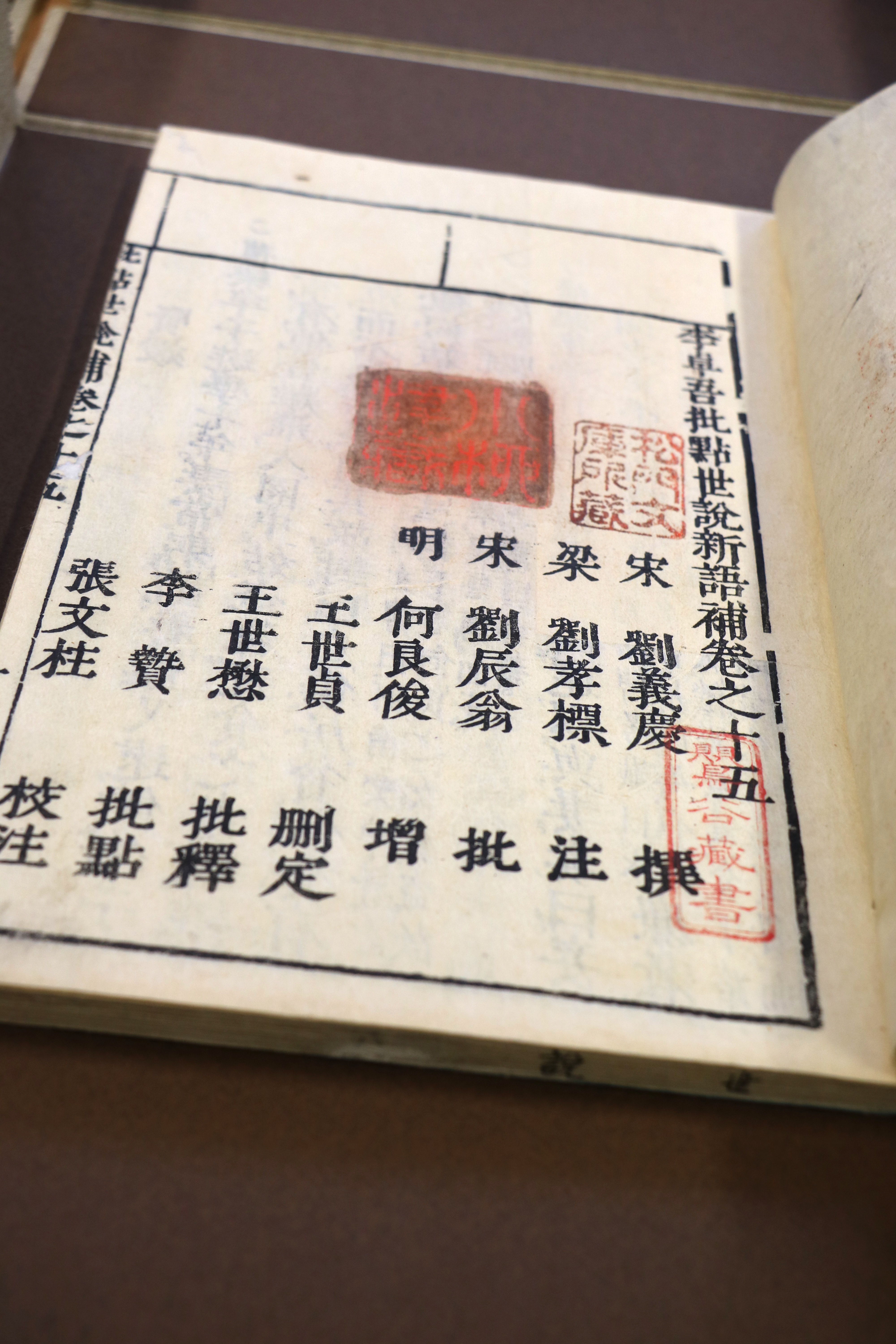
Reliure à la chinoise
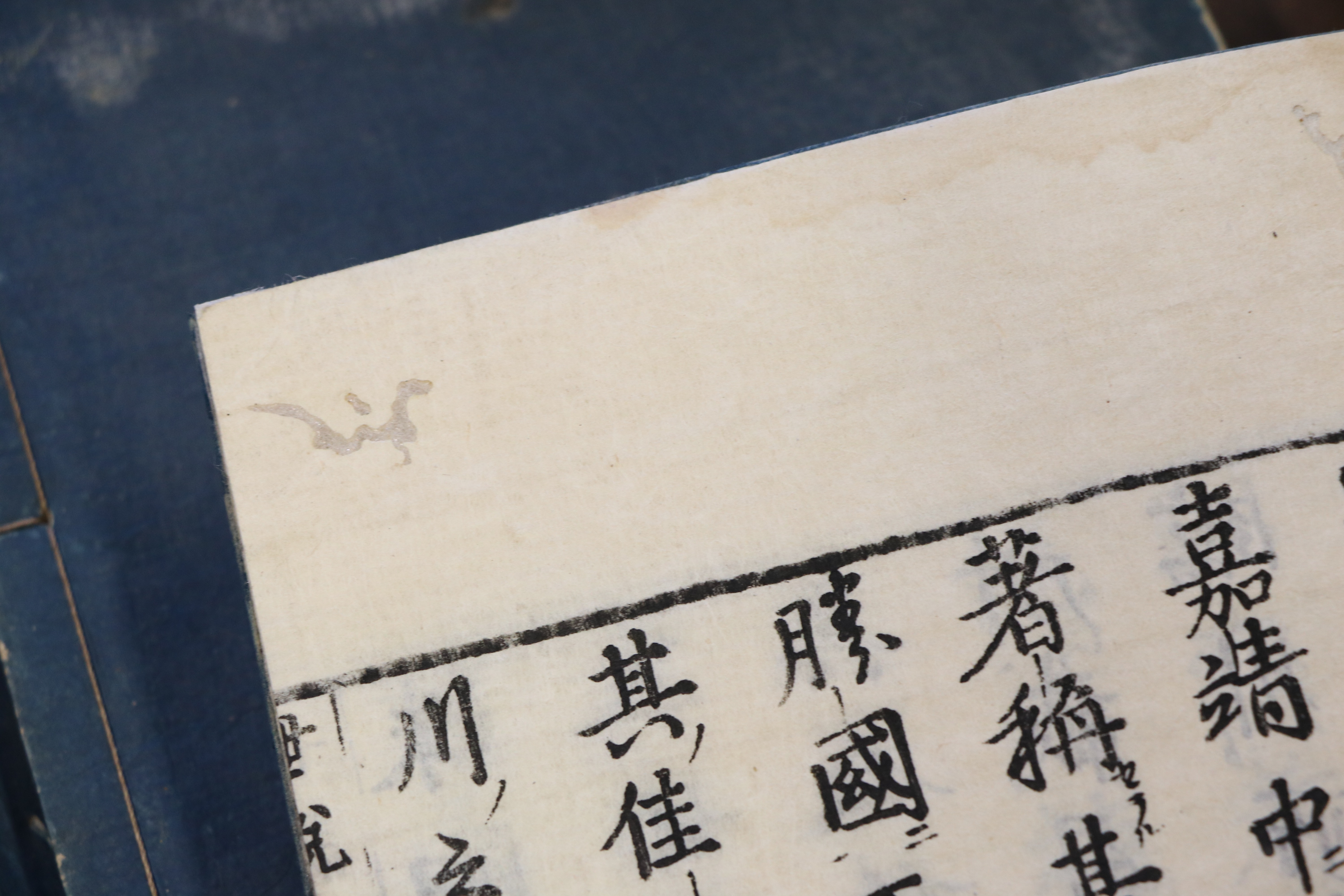
Reliure à la chinoise
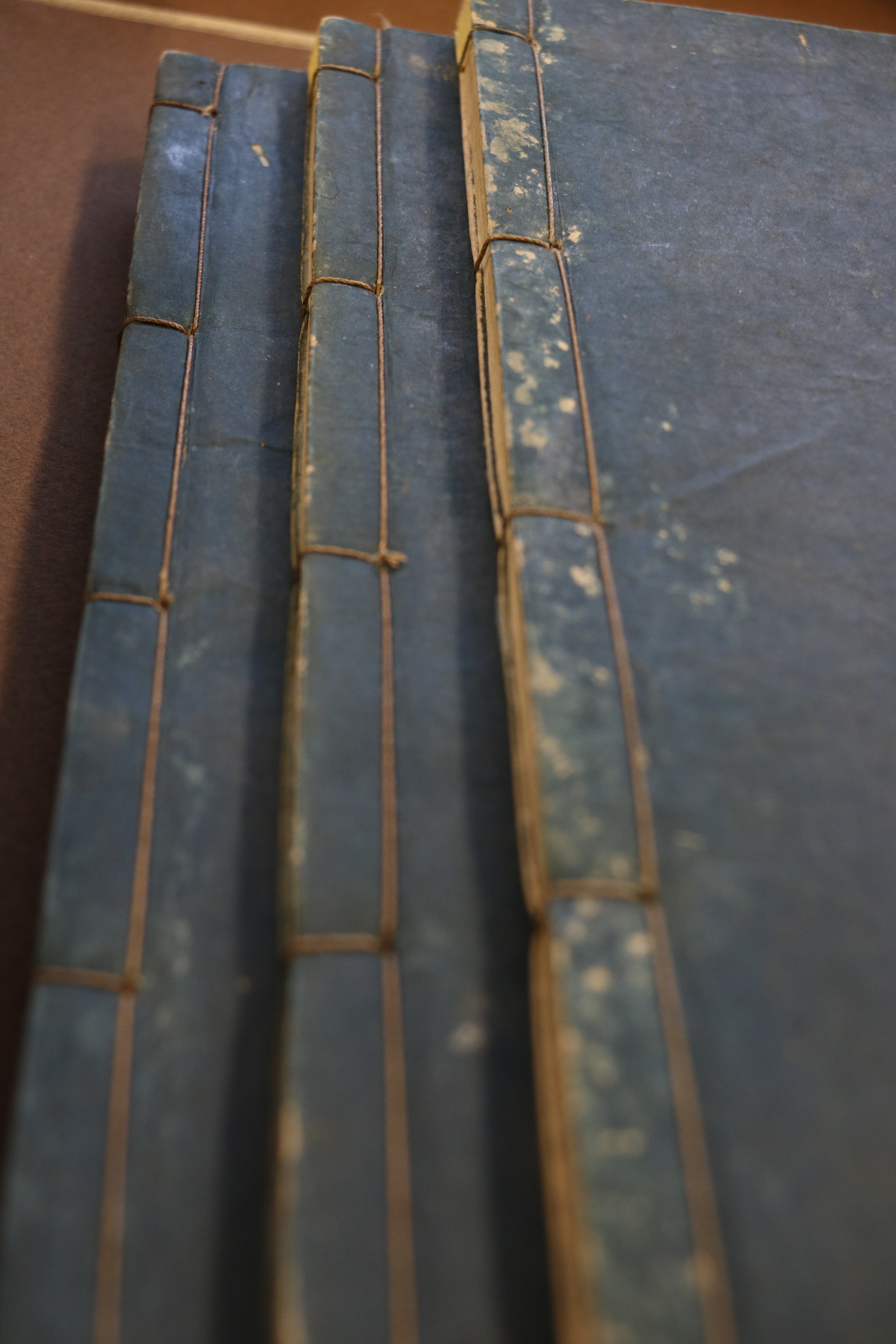
Reliure à la chinoise

## Reliures arabes et islamiques

### Histoire
Sous cette appellation, les spécialistes regroupent traditionnellement les reliures sorties d’innombrables ateliers depuis le IXe siècle apr. J.-C. et cela sur une aire très vaste qui va de l’Espagne musulmane à l’Inde musulmane. Les reliures persanes et ottomanes, malgré des particularités de style et de décor, appartiennent à la même famille. En revanche, les reliures des communautés arabes chrétiennes du Proche-Orient se rapprochent le plus souvent des reliures byzantines, syriaques, coptes ou arméniennes.
L’art de la reliure est très ancien dans le monde musulman. Très tôt les copies du Coran ont reçu de somptueuses reliures ornées d’arabesque ou d’entrelacs, s’harmonisant avec leur calligraphie et leur enluminure (reliures de Kairouan ou d’Égypte). Des témoignages littéraires anciens évoquent les reliures des riches bibliothèques princières de Bagdad ou d’Espagne.
L’usage du maroquin est répandu depuis le Moyen Âge. On peut citer comme chefs-d’œuvre certaines reliures médiévales d’Espagne et du Maroc. L’Anatolie seldjoukide (XIIIe siècle - XIVe siècle) a vu la production de belles reliures à décor de motif central circulaire ou en amande (mandorle), constituées de filets et fers répétés. La Syrie et surtout l’Égypte mamelouks (jusqu’au XVe siècle) ont vu l’apogée de cet art avec de somptueuses compositions géométriques très riches et des contre plats au décor raffiné, gaufré ou découpé dans le cuir.
Si l’Iran du XVe siècle voit éclore des créations raffinées d’abord à Chiraz puis aux alentours de 1480 à Mérât (reliures estampées aux décors multiples ; reliures à grandes plaques, reliures à motifs découpées et reliures laquées), les ateliers impériaux d’Istanbul prennent le relais au XVIe siècle. Le type ottoman classique est la reliure à mandorle polylobée dorée centrale à motif de bouquet, avec des fleurons et des écoinçons. C’est l’une des sources d’inspiration de nos reliures de la Renaissance.
Chaque région, le Maghreb, l’Égypte, le Proche-Orient, développe dans le cadre fourni par les modèles « classiques » des styles propres jusqu’à nos jours.

### Décors
Les reliures arabes et islamiques ont connu une immense variété de types de décors. L’utilisation de petits fers, estampés à froid, et leur répétition dans des compositions de lacis ou d’arabesque a permis de nombreuses créations, qui rappellent les décors qui ornent les portes ou les murs des monuments contemporains.
Le maroquin utilisé pour la couverture de beaucoup de volumes est teinté de différentes couleurs : bleu ; brun ; rouge ; noir ; vert.
Les plus anciennes reliures connues ont déjà un décor à motif central circulaire et une bordure de filets et de fers répétés. Au Moyen Âge le décor à mandorle, terminée par deux fleurons et complété par quatre écoinçons se développe et est souvent rehaussé par application de filets dorés. Les décors obtenus par remplissage de tout le champ du plat, avec semis cloisonné par de complexes figures géométriques se développant autour d’une étoile centrale sont très fréquents dans les reliures égyptiennes et syriennes des XIIIe–XVe siècles.
L’or, employé très tôt (exemples en Espagne ou au Maroc au Moyen Âge), l’est toujours sous forme liquide et est mis après l’estampage à froid.
Les motifs de cuir découpé ornant les contre plats connus à la fin du Moyen Âge jusqu’en Espagne, seront très estimés en Iran et en Turquie à la fin du XVe siècle et au XVIe siècle.
À partir du XVIe siècle, les plaques sont utilisées : mandorles polylobées à décor d’arabesque ou bouquet floral ; fleurons ; écoinçons à motif floral ; grandes plaques rectangulaires que l’on utilise en répétant tête-bêche la même plaque. Ces techniques nouvelles supplantent dès 1480-1500, les anciens motifs de fers répétés.
Certaines reliures sans rabat sont en cuir souple (vache, etc.) et peu ornées.
D’autres reliures, en revanche, possédant généralement un recouvrement, sont bordées de cuir mais couvertes d’une riche étoffe ou (Empire ottoman XVIIe siècle - XIXe siècle) recouvertes de papier marbré. Les reliures laquées donnent lieu en Iran (aux XVIe siècle et XIXe siècle) à de splendides compositions (également en Turquie au XVIe siècle), parfois signées.
Parmi les reliures à étuis certaines reliures ottomanes ou africaines sont remarquables .

### Supports

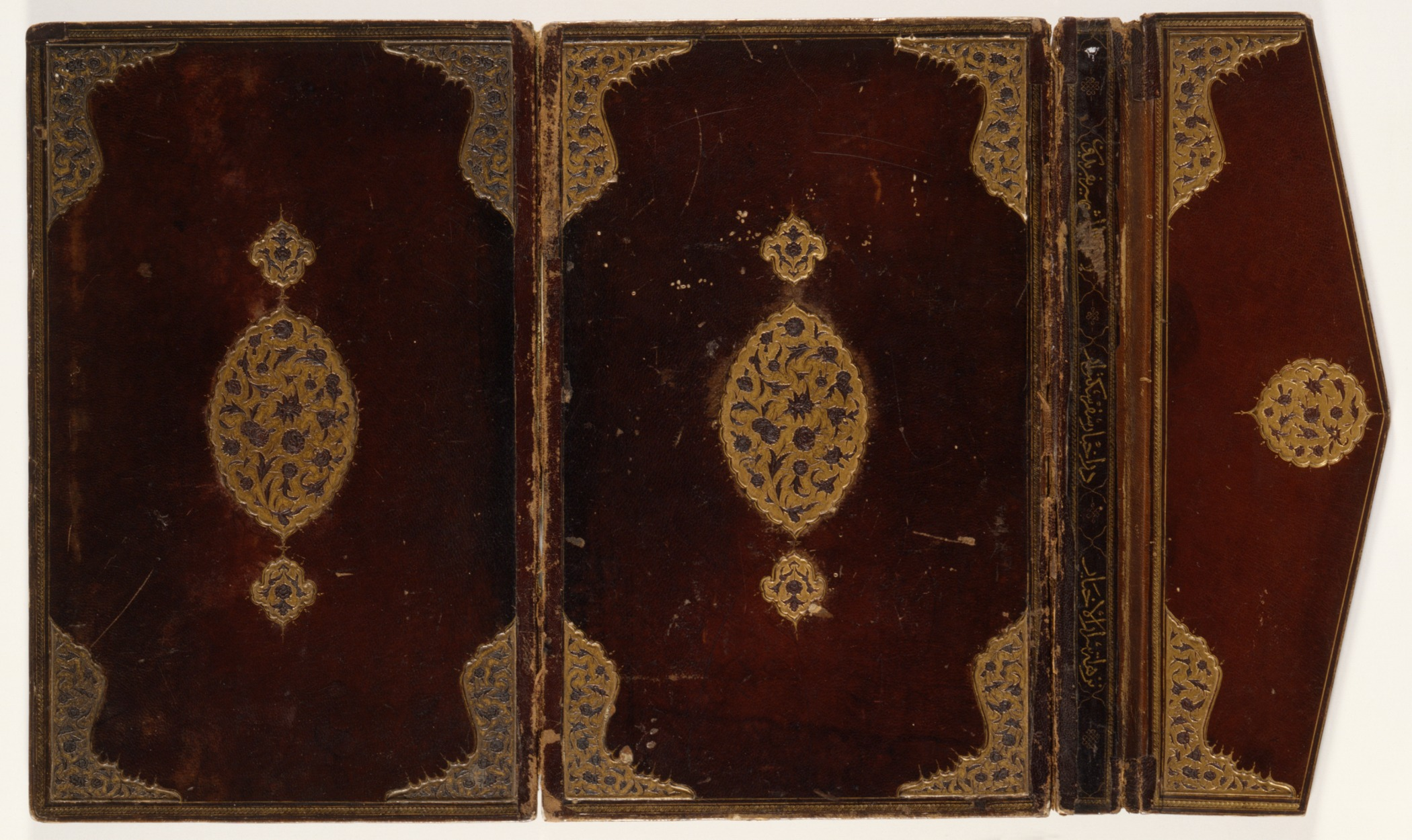
Manuscrit islamique à rabat, réalisé en Turquie au XVIe siècle ou XVIIe siècle.

Les manuscrits du Coran les plus anciens sont copiés sur du parchemin, mais l’usage du papier s’est répandu très tôt en Iran et dans tout le monde islamique. Selon la tradition, le papier, venu de Chine, se serait répandu dans tous les pays musulmans après la prise de Samarcande par les Arabes au VIIIe siècle.
Les cahiers sont généralement de six ou cinq, puis quatre bi folios. Cousus d’une manière particulière (souvent avec des fils de couleur, choisis pour s’harmoniser avec le décor), les cahiers sont réunis dans les manuscrits islamiques par une tranchefile tressée, souvent protégée par un petit morceau de cuir. L’absence de nerfs permet de conserver des dos longs, mais rend le volume fragile.

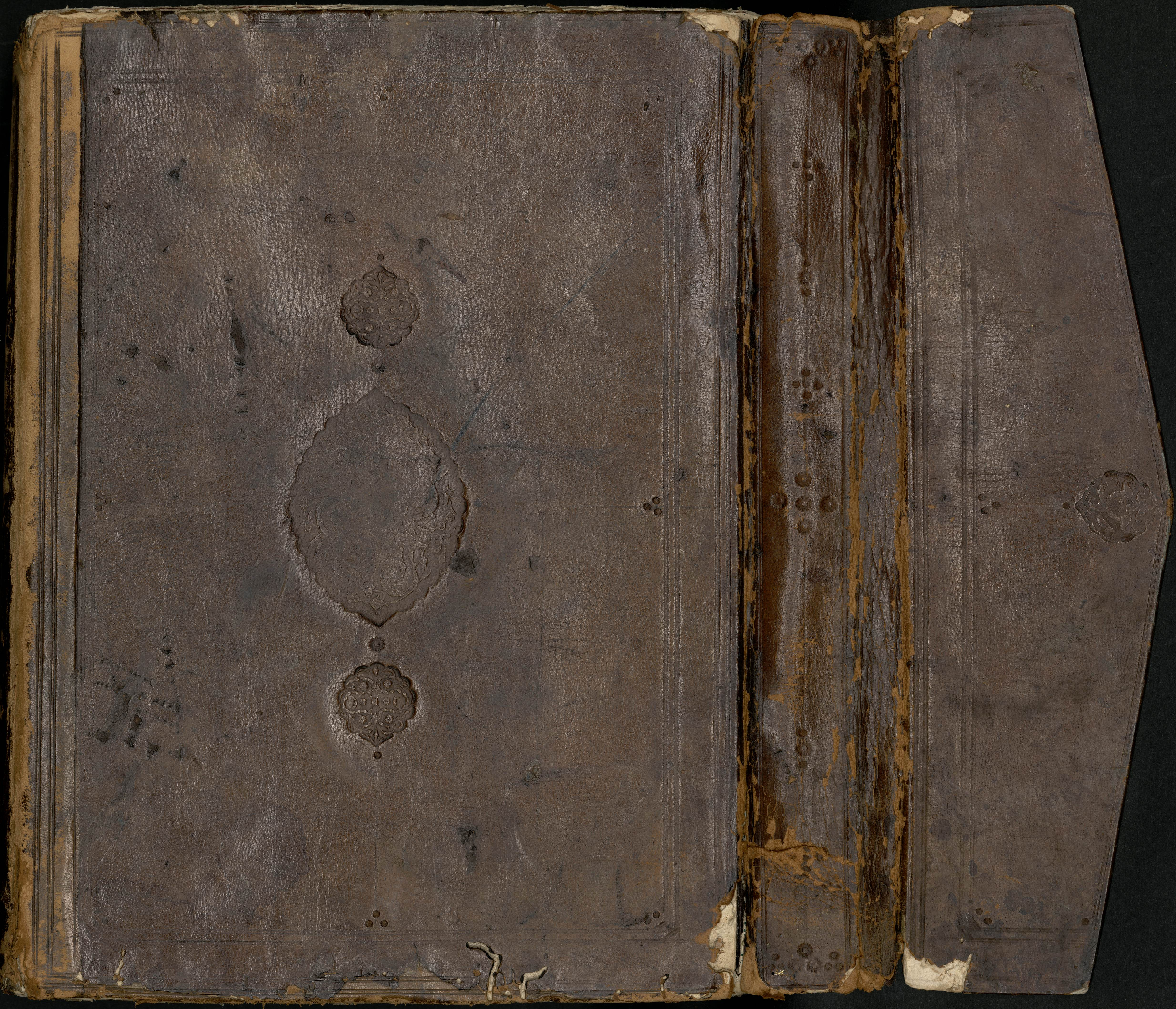
Manuscrit sur l'astronomie et les sciences naturelles datant entre la fin du XIIe au XIIIe siècle. l'auteur est Muhammad al-Qazwînî.

Les cahiers, une fois assemblés sont « emboîtés » dans la reliure et fixés au moyen d’une charnière. Les reliures à rabat et recouvrement, qui correspondent à la tradition ancienne de couvrure du manuscrit islamique, sont le type le plus répandu. Le recouvrement est destiné à recouvrir en partie le plat de tête. Les volumes semblent avoir le plus souvent été rangés à plat : c’est pour cela que très souvent le titre du livre est inscrit sur la tranche, parfois estampé sur le rabat. Certaines reliures sont parvenues jusqu’à nous avec un étui de cuir rendant plus aisé le transport du livre.
Le montage des feuilles de garde se fait souvent par collage à la doublure du volume d’un bi-folio fixé aux cahiers de tête et de queue. Ce type d’assemblage suppose que le volume ne soit pas ouvert à plus de 120° : il existe en effet des pupitres spéciaux en forme de « X » pour poser ouverts les Corans qui font partie du mobilier traditionnel.
L’utilisation de papiers teintés ou de papiers marbrés s’est répandue à une date ancienne dans le monde islamique. On rencontre aussi à partir du XVe siècle des manuscrits où la partie écrite de la feuille est montée encartée dans des marges de papier d’une couleur et d’une épaisseur différentes. Ce sont les décors d’encadrement qui cachent l’assemblage.